# Ivo Vaculín
Ivo Vaculín (18. července 1931 Střítež nad Bečvou – 14. června 2020[zdroj⁠?!] Praha[zdroj⁠?!]) je český redaktor, žurnalista, překladatel a spisovatel.

## Život
Roku 1955 dokončil studium divadelní vědy na Divadelní fakultě Akademie múzických umění v Praze, v letech 1955–1965 pracoval jako redaktor dobrodružné literatury v nakladatelství Svět sovětů, do roku 1968 jako redaktor ve Státním nakladatelství dětské knihy a poté až do roku 1992 byl redaktorem deníků Hospodářské noviny, Zemědělské noviny a Venkov. Překládá z ruštiny, je autorem publicistických a naučných knih a pod pseudonymem V. A. Coolin napsal několik vědecko-fantastických příběhů.

## Dílo

### Vlastní knihy
- Vyberte si pejska (1972), malý atlas psů pro děti a mládež.
- O srdnatém střelci Andrejovi (1983), převyprávěné pohádky evropských národů Sovětského svazu, spoluautor.
- O moudrém Chadaunovi a třech sluncích (1983), převyprávěné povolžské, uralské a sibiřské pohádky, spoluautor.
- O kouzelném ptáku Zymyrykovi (1985), středoasijské a kavkazské převyprávěné pohádky, spoluautor.
- Bohatýři dávných časů (1989), převyprávěné lidové eposy národů Sovětského svazu, spoluautor.
- Lavina v Údolí sněžných ďáblů (1992), pod pseudonymem V. A. Coolin, sci-fi povídka o setkání se sněžným mužem.
- Záhada jezera Labynkyr (1993), pod pseudonymem V. A. Coolin, sci-fi povídka o setkání s předpotopním vodním netvorem u sibiřského jezera.

### Překlady
- Sergej Dmitrijevič Mstislavskij: Opásán ocelí (1967).
- Zajatci Velikého mozku (1973), antologie sovětských vědeckofantastických povídek, uspořádal a přeložil společně s Hanou Vaculínovou.
- Nikolaj Nikolajevič Miklucho-Maklaj: Deníky z ostrova lidojedů (1974).
- Ľubomír Feldek: Modrá kniha pohádek (1976), přeložil společně se Z. K. Slabým.
- Jevgenij Kleonikovič Marysajev: Pirát (1985), přeložil společně s Hanou Vaculínovou.
- Boris Aleksandrovič Almazov: Nejkrásnější kůň (1988), přeložil společně s Hanou Vaculínovou.